# Persone di nome Reginald
| Questa pagina contiene informazioni ricavate automaticamente dalle voci biografiche con l'ausilio del template Bio e di un bot. L'aggiornamento è periodico e automatico e ricostruisce completamente la pagina. Se manca una persona in questa lista, sei pregato di non aggiungerla, ma accertati piuttosto che la sua voce biografica contenga il template Bio e che i dati anagrafici siano correttamente compilati. Se il template Bio manca, inseriscilo tu stesso o, in alternativa, metti l'avviso {{tmp\|Bio}} che ne segnala la mancanza. Se i dati riportati sono sbagliati, correggi direttamente la voce biografica; le modifiche saranno visibili in questa lista entro pochi giorni. Per chiarimenti vedi il progetto antroponimi. La lista contiene solo le 134 persone che sono citate nell'enciclopedia e per le quali è stato implementato correttamente il template Bio. Pagina aggiornata al 16 ott 2024. |

Questa è una lista di persone presenti nell'enciclopedia che hanno il prenome Reginald, suddivise per attività principale.

## Allenatori di calcio(1)
- Reginald Davani, allenatore di calcio e ex calciatore papuano (Port Moresby, n. 1980)

## Ammiragli(1)
- Reginald Bacon, ammiraglio britannico (n. 1863 - † 1947)

## Aracnologi(1)
- Reginald Frederick Lawrence, aracnologo sudafricano (George, n. 1897 - Pietermaritzburg, † 1987)

## Architetti(1)
- Reginald Blomfield, architetto e docente inglese (Londra, n. 1856 - Londra, † 1942)

## Arcieri(1)
- Reginald Brooks-King, arciere britannico (Monmouth, n. 1861 - Ottery St Mary, † 1938)

## Attori(7)
- Reggie Bannister, attore, musicista e produttore cinematografico statunitense (Long Beach, n. 1945)
- Reginald Beckwith, attore britannico (York, n. 1908 - Bourne End, † 1965)
- Reg E. Cathey, attore statunitense (Huntsville, n. 1958 - New York, † 2018)
- Reginald Denny, attore britannico (Richmond upon Thames, n. 1891 - Richmond upon Thames, † 1967)
- Reginald Kernan, attore cinematografico statunitense (Savannah, n. 1914 - Parigi, † 1983)
- Reginald Sheffield, attore britannico (Londra, n. 1901 - Pacific Palisades, † 1957)
- Reginald VelJohnson, attore statunitense (New York, n. 1952)

## Aviatori(1)
- Reginald Percy Mills, aviatore inglese (Spalding, n. 1885 - Hobart, † 1968)

## Banchieri(1)
- Reginald McKenna, banchiere e politico britannico (n. 1863 - † 1943)

## Bassisti(1)
- Reginald Arvizu, bassista statunitense (Bakersfield, n. 1969)

## Biologi(1)
- Reginald Punnett, biologo e genetista britannico (Tonbridge, n. 1875 - Old Cleeve, † 1967)

## Calciatori(15)
- Johnny Berry, calciatore inglese (Aldershot, n. 1926 - Farnham, † 1994)
- Regi Blinker, ex calciatore olandese (Paramaribo, n. 1969)
- Reggie Cannon, calciatore statunitense (Chicago, n. 1998)
- Reginald Cini, ex calciatore maltese (n. 1970)
- Reginald Clemencia, ex calciatore olandese
- Reginald Faria, ex calciatore surinamese (Amsterdam, n. 1981)
- Reginald Macaulay, calciatore inglese (n. 1858 - † 1937)
- Reg Matthews, calciatore inglese (Coventry, n. 1933 - † 2001)
- Reg Matthewson, calciatore inglese (Sheffield, n. 1939 - † 2016)
- Reg Osborne, calciatore inglese (Wynberg, n. 1898 - † 1977)
- Reg Ryan, calciatore irlandese (Dublino, n. 1925 - † 1997)
- Reg Stratton, calciatore inglese (Kingsley, n. 1939 - † 2018)
- Reggie Lambe, calciatore bermudiano (Hamilton, n. 1991)
- Reginald Courtenay Welch, calciatore inglese (Kensington, n. 1851 - Farnham, † 1939)
- Tim Williamson, calciatore inglese (North Ormesby, n. 1884 - Redcar, † 1943)

## Cardinali(2)
- Reginald John Delargey, cardinale neozelandese (Timaru, n. 1914 - Auckland, † 1979)
- Reginald Pole, cardinale e arcivescovo cattolico inglese (Stourton Castle, n. 1500 - Lambeth, † 1558)

## Cestisti(28)
- Reginald Buckner, cestista statunitense (Memphis, n. 1991)
- Reggie Bullock, cestista statunitense (Kinston, n. 1991)
- Reggie Carter, cestista statunitense (New York, n. 1957 - Huntington, † 1999)
- Reggie Cross, ex cestista statunitense (Fort Lauderdale, n. 1966)
- Reggie Evans, ex cestista statunitense (Pensacola, n. 1980)
- Reggie Fox, ex cestista e allenatore di pallacanestro statunitense (Chicago, n. 1967)
- Reggie Freeman, ex cestista statunitense (New York, n. 1975)
- Reggie Geary, ex cestista e allenatore di pallacanestro statunitense (Trenton, n. 1973)
- Reggie Hamilton, ex cestista statunitense (Harvey, n. 1989)
- Reggie Hanson, ex cestista, allenatore di pallacanestro e dirigente sportivo statunitense (Charlotte, n. 1968)
- Reggie Harding, cestista statunitense (Detroit, n. 1942 - Detroit, † 1972)
- Reggie Holmes, ex cestista statunitense (Baltimora, n. 1987)
- Reggie Jackson, cestista statunitense (Pordenone, n. 1990)
- Reggie Jackson, ex cestista statunitense (Baker, n. 1973)
- Reggie Johnson, ex cestista statunitense (Atlanta, n. 1957)
- Reggie Johnson, cestista statunitense (Chicago, n. 1994)
- Reggie Jordan, ex cestista e allenatore di pallacanestro statunitense (Chicago, n. 1968)
- Reggie King, ex cestista statunitense (Birmingham, n. 1957)
- Reggie Larry, ex cestista statunitense (Newark, n. 1986)
- Reggie Lewis, cestista statunitense (Baltimora, n. 1965 - Waltham, † 1993)
- Reggie Miller, ex cestista statunitense (Riverside, n. 1965)
- Reggie Moore, cestista statunitense (Lemoore, n. 1981 - Luanda, † 2023)
- Reggie Perry, cestista statunitense (Thomasville, n. 2000)
- Reggie Royals, cestista statunitense (Whiteville, n. 1950 - Wilmington, † 2009)
- Reggie Slater, ex cestista statunitense (Houston, n. 1970)
- Reggie Smith, ex cestista statunitense (San Jose, n. 1970)
- Reggie Theus, ex cestista e allenatore di pallacanestro statunitense (Inglewood, n. 1957)
- Reggie Williams, ex cestista statunitense (Prince George, n. 1986)

## Contrabbassisti(1)
- Reggie Workman, contrabbassista statunitense (Filadelfia, n. 1937)

## Diplomatici(3)
- Reginald Bartholomew, diplomatico statunitense (Portland, n. 1936 - New York, † 2012)
- Reginald Brabazon, XII conte di Meath, diplomatico e filantropo irlandese (Londra, n. 1841 - † 1929)
- Reginald Fleming Johnston, diplomatico britannico (Edimburgo, n. 1874 - Edimburgo, † 1938)

## Dirigenti d'azienda(1)
- Reggie Fils-Aime, dirigente d'azienda statunitense (New York, n. 1961)

## Disc jockey(1)
- Regi Penxten, disc jockey e produttore discografico belga (Hasselt, n. 1976)

## Egittologi(1)
- Reginald Engelbach, egittologo e archeologo britannico (Moretonhampstead, n. 1885 - Il Cairo, † 1946)

## Fisici(2)
- Reginald James, fisico e esploratore britannico (Raddington, n. 1891 - Città del Capo, † 1964)
- Reginald Victor Jones, fisico britannico (Herne Hill, n. 1911 - † 1997)

## Fumettisti(1)
- Reg Smythe, fumettista britannico (Hartlepool, n. 1917 - Hartlepool, † 1998)

## Generali(3)
- Dallas Brooks, generale e politico britannico (Cambridge, n. 1896 - Melbourne, † 1966)
- Reginald Denning, generale britannico (Whitchurch, n. 1894 - † 1990)
- Reginald Stephens, generale britannico (n. 1869 - † 1955)

## Geologi(1)
- Reginald Aldworth Daly, geologo canadese (Napanee, n. 1871 - Cambridge, † 1957)

## Ginnasti(1)
- Reginald Potts, ginnasta britannico (Londra, n. 1892 - Worthing, † 1968)

## Giocatori di football americano(15)
- Reggie Brown, ex giocatore di football americano statunitense (Austin, n. 1974)
- Reggie Bush, ex giocatore di football americano statunitense (San Diego, n. 1985)
- Reggie Collier, ex giocatore di football americano statunitense (Biloxi, n. 1961)
- Reggie Garrett, ex giocatore di football americano statunitense (Silsbee, n. 1951)
- Reggie Greene, ex giocatore di football americano e scrittore statunitense (New York, n. 1976)
- Reggie McGrew, ex giocatore di football americano statunitense (Mayo, n. 1976)
- Reggie McKenzie, ex giocatore di football americano statunitense (Detroit, n. 1950)
- Reggie Phillips, ex giocatore di football americano statunitense (Houston, n. 1960)
- Reggie Robinson, giocatore di football americano statunitense (Ruston, n. 1997)
- Reggie Roby, giocatore di football americano statunitense (Waterloo, n. 1961 - Nashville, † 2005)
- Reggie Rogers, giocatore di football americano statunitense (Sacramento, n. 1964 - Seattle, † 2013)
- Reggie Smith, giocatore di football americano statunitense (Edmond, n. 1986)
- Reggie Wayne, ex giocatore di football americano statunitense (New Orleans, n. 1978)
- Reggie White, giocatore di football americano statunitense (Chattanooga, n. 1961 - Cornelius, † 2004)
- Reggie Williams, giocatore di football americano statunitense (Flint, n. 1954)

## Hockeisti su ghiaccio(1)
- Hooley Smith, hockeista su ghiaccio canadese (Toronto, n. 1903 - Montréal, † 1963)

## Ingegneri(4)
- Reginald Walter Maudslay, ingegnere e imprenditore inglese (Paddington, n. 1871 - Marylebone, † 1934)
- Reginald Joseph Mitchell, ingegnere aeronautico britannico (Butt Lane, n. 1895 - Southampton, † 1937)
- Reginald K. Pierson, ingegnere britannico (Little Fransham, n. 1891 - Cranleigh, † 1948)
- Reginald Skelton, ingegnere, fotografo e esploratore britannico (Long Sutton, n. 1872 - Adlingbourne, † 1956)

## Inventori(1)
- Reginald Fessenden, inventore canadese (Québec, n. 1866 - Bermuda, † 1932)

## Mafiosi(1)
- Gemelli Kray, mafioso britannico (Haggerston, n. 1933 - Norwich, † 2000)

## Medici(1)
- Reginald Fitz, medico statunitense (Chelsea, n. 1843 - Brookline, † 1913)

## Musicisti(1)
- Reggie Lucas, musicista, produttore discografico e chitarrista statunitense (New York, n. 1953 - New York, † 2018)

## Navigatori(1)
- Reginald Lee, marinaio britannico (Benson, n. 1870 - Kenilworth, † 1913)

## Nobili(2)
- Reginald Grey, V conte di Kent, nobile inglese († 1573)
- Reginald Sackville, VII conte De La Warr, nobile britannico (n. 1817 - † 1896)

## Numismatici(1)
- Reginald Stuart Poole, numismatico, archeologo e orientalista britannico (Londra, n. 1832 - † 1895)

## Nuotatori(1)
- Reg Sutton, nuotatore e pallanuotista britannico (Londra, n. 1909 - Sydney, † 1994)

## Pallanuotisti(1)
- Reg Potter, pallanuotista britannico (Londra, n. 1914 - Gloucester, † 1998)

## Piloti automobilistici(1)
- Reg Parnell, pilota automobilistico britannico (Derby, n. 1911 - Derby, † 1964)

## Piloti motociclistici(1)
- Reg Armstrong, pilota motociclistico irlandese (Liverpool, n. 1928 - Brighton, † 1979)

## Pistard(1)
- Reg Harris, pistard britannico (Birtle Moor, n. 1920 - Macclesfield, † 1992)

## Pittori(1)
- Rex Whistler, pittore e costumista britannico (Londra, n. 1905 - Caen, † 1944)

## Politici(3)
- Reginald Brett, II visconte Esher, politico e storico inglese (Londra, n. 1852 - † 1930)
- Reg Empey, politico britannico (Belfast, n. 1947)
- Reggie Love, politico, funzionario e ex cestista statunitense (Richmond, n. 1981)

## Presbiteri(1)
- Reginald H. Fuller, presbitero, biblista e teologo britannico (Horsham, n. 1915 - Richmond, † 2007)

## Pugili(1)
- Snowy Baker, pugile e attore australiano (Surry Hills, n. 1884 - Los Angeles, † 1953)

## Rapper(1)
- Redman, rapper, produttore discografico e attore statunitense (Newark, n. 1970)

## Registi(3)
- Reginald Barker, regista statunitense (Winnipeg, n. 1886 - Los Angeles, † 1945)
- Rex Ingram, regista, sceneggiatore e produttore cinematografico irlandese (Dublino, n. 1892 - Los Angeles, † 1950)
- Reginald Le Borg, regista austriaco (Vienna, n. 1902 - Los Angeles, † 1989)

## Religiosi(1)
- Reginald Foster, religioso, latinista e teologo statunitense (Milwaukee, n. 1939 - Milwaukee, † 2020)

## Sceneggiatori(2)
- Reginald Hudlin, sceneggiatore, regista e produttore cinematografico statunitense (Centreville, n. 1961)
- Reginald Rose, sceneggiatore statunitense (New York, n. 1920 - Norwalk, † 2002)

## Scrittori(4)
- Peter Cheyney, scrittore inglese (Londra, n. 1896 - Londra, † 1951)
- Reginald Hill, scrittore britannico (Hartlepool, n. 1936 - Cumbria, † 2012)
- Reginald Turner, scrittore inglese (n. 1869 - Firenze, † 1938)
- Rex Warner, scrittore e traduttore britannico (Birmingham, n. 1905 - Wallingford, † 1986)

## Scultori(1)
- Reg Butler, scultore inglese (Buntingford, n. 1913 - Berkhamsted, † 1981)

## Tennisti(1)
- Reggie Doherty, tennista britannico (Londra, n. 1872 - Londra, † 1910)

## Velisti(1)
- Reg White, velista britannico (n. 1935 - † 2010)

## Velocisti(2)
- Reggie Walker, velocista sudafricano (Durban, n. 1889 - Durban, † 1951)
- Reggie Witherspoon, ex velocista statunitense (Pasadena, n. 1985)

## Wrestler(1)
- The Crusher, wrestler statunitense (Milwaukee, n. 1926 - Milwaukee, † 2005)

## Zoologi(1)
- Reginald Innes Pocock, zoologo, aracnologo e naturalista britannico (Bristol, n. 1863 - Bristol, † 1947)

## Senza attività specificata(1)
- Reginald Claypoole Vanderbilt,  statunitense (New York, n. 1880 - Portsmouth, † 1925)